# Szikra (Ausztria)
Szikra (németül Sieggraben, horvátul Sigrob) község Ausztria Burgenland tartományában, a Nagymartoni járásban.

## Fekvése

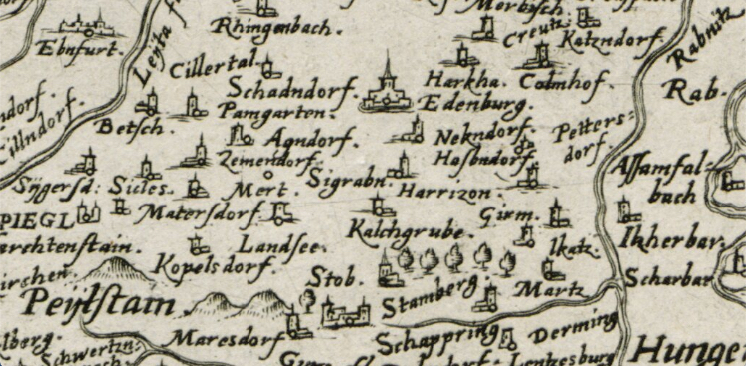
Térkép „Austriae Ducatus Seu Pannoniae Superioris Chorographia Germana“ az Wolfgang Lazius, 1570

Nagymarton közelében, a tartomány „legkeskenyebb” pontján található, Alsó-Ausztria és Magyarország között, a Soproni- és a Rozália-hegység határán.

## Története

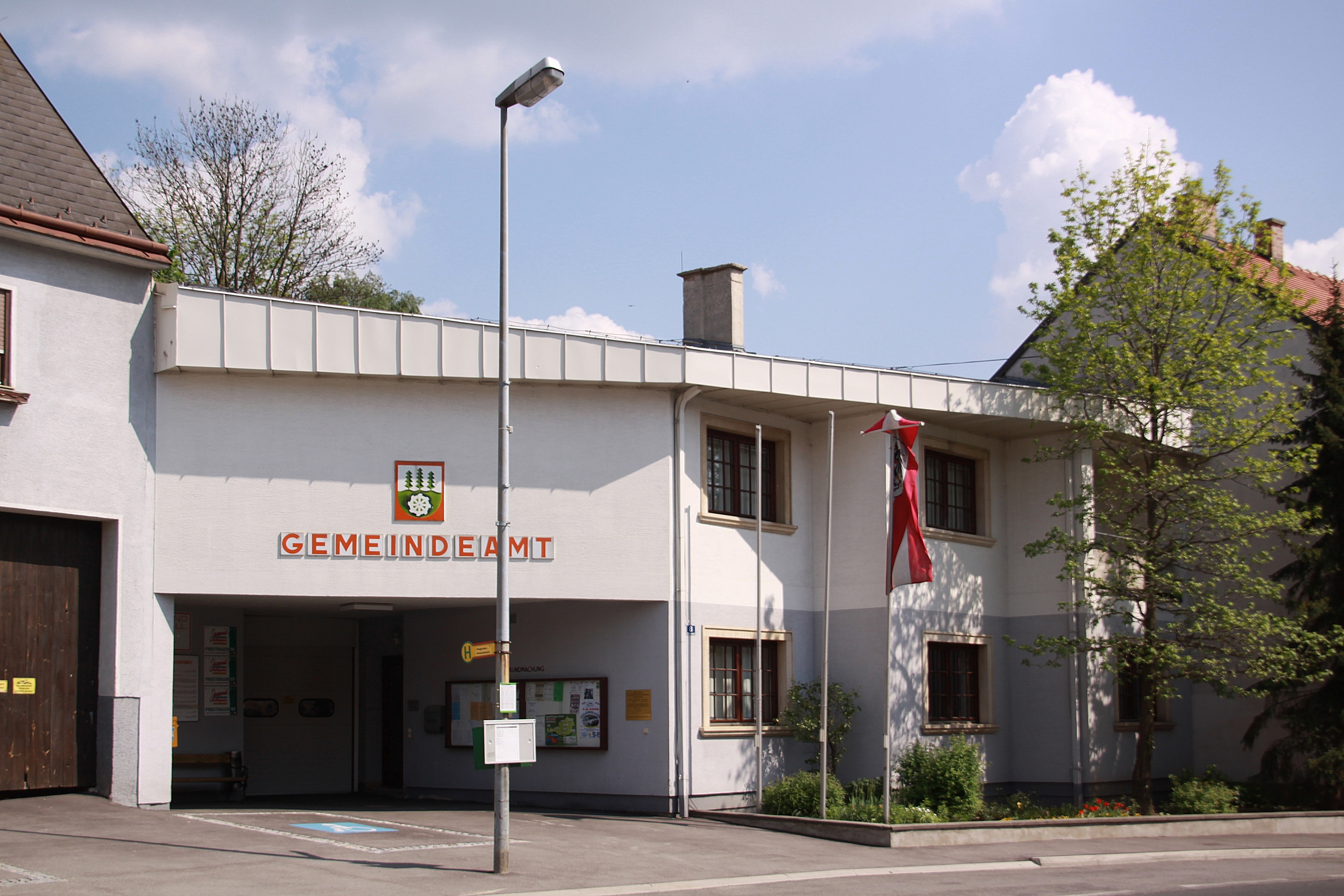
Községháza

Első említése 1302-ben történt "Sykrems" alakban. Nevét onnan kapta, hogy a Sykrin (cinege) patak mellett fekszik.
1475-ben "Poss. Sigendorff", 1589-ben "Siggrabn" néven említik.
A Nagymartoni grófok birtoka volt, majd a fraknói váruradalomhoz tartozott. 1622-ben az Esterházy család birtoka lett. Ekkor favágók és szénégetők települtek ide. A településszerkezet 1675-ig lényegében nem változott, ezután épült a falu két malma és az iskolaépület is. A falu templomát 1603-ban említik először. 1641-ben lakosai részben evangélikusok, részben katolikusok voltak. 1729-ben Szikra önálló plébánia lett. 1738-ban a kaboldi uradalomhoz csatolták és 1848-ig oda tartozott. A járások bevezetése után Szikra először a Soproni járáshoz került, majd 1871-ben az új járási beosztás szerint a Nagymartoni járás része lett, ahova a mai napig is tartozik. 1775-ben egy tűzvészben 30 ház égett le. 1797-ben építették fel a ma is álló katolikus templomot.
Vályi András szerint " SIGGRÁBEN. Német falu Sopron Várm. földes Ura H. Eszterházy Uraság, lakosai katolikusok, fekszik Sopronhoz 3 2/8 mértföldnyire; határja középszerű, réttye kevés, erdővel bővelkedik, piatza Sopronban."

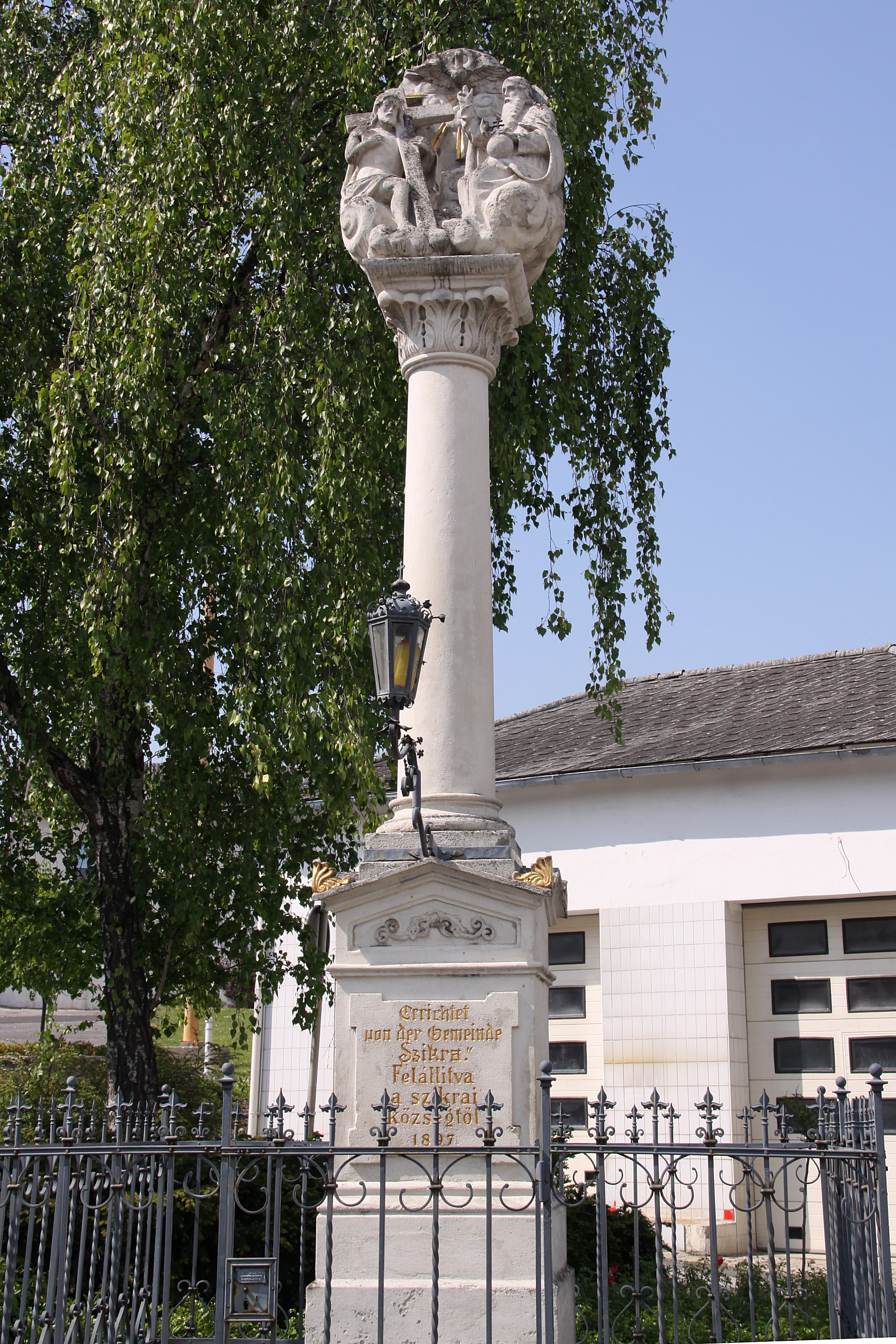
Szentháromság-oszlop

Fényes Elek szerint " Szikra (Siegraben), német falu, Sopron vmegyében, Ausztria szélén, Sopronhoz 3 mfd., 577 kath., 293 evang. lak. paroch. templommal. Határa igen hegyes és erdős, s 3359 holdra terjed, mellyből szántóföld 800 h., rét 220 h., erdő 2500 hold. 1010 hold majorsági birtokon kivül, a többi urbériség. Van egy patakja. Birja h. Eszterházy Pál."
1891-ben megalakult az önkéntes tűzoltóegylet. 1910-ben 964, túlnyomórészt német lakosa volt. A falu a trianoni békeszerződésig Sopron vármegye Nagymartoni járásának része volt. 1921-ben Ausztria Burgenland tartományához csatolták. 1929-ben felépült a mai iskolaépület. 1980-ban elkészült az orvosi rendelő, 1983-ban pedig a községi hivatal épülete.

## Nevezetességei
- A Szent Kereszt Felmagasztalása tiszteletére szentelt római katolikus templomát 1797-ben építették későbarokk stílusban. 1980-ban bővítették. 1983-ban épült új orgonája. Mellette áll az 1928-ban készített világháborús emlékmű.
- A Fischergassén álló kápolnát az 1831-es kolerajárvány áldozatainak emlékére emelték 1933-ban.
- A Szentháromság-oszlopot 1897-ben emelték.
- A Mária-oszlopot 1925-ben építették.
- A községi kutat 1998-ban építették, a kút Friedrich Rosner keramikusművész alkotása.

## Külső hivatkozások
- Hivatalos oldal (németül)
- A helyi természetvédelmi terület honlapja (németül)
- Magyar katolikus lexikon (magyarul)